# Kapuzinerkirche (Gmunden)

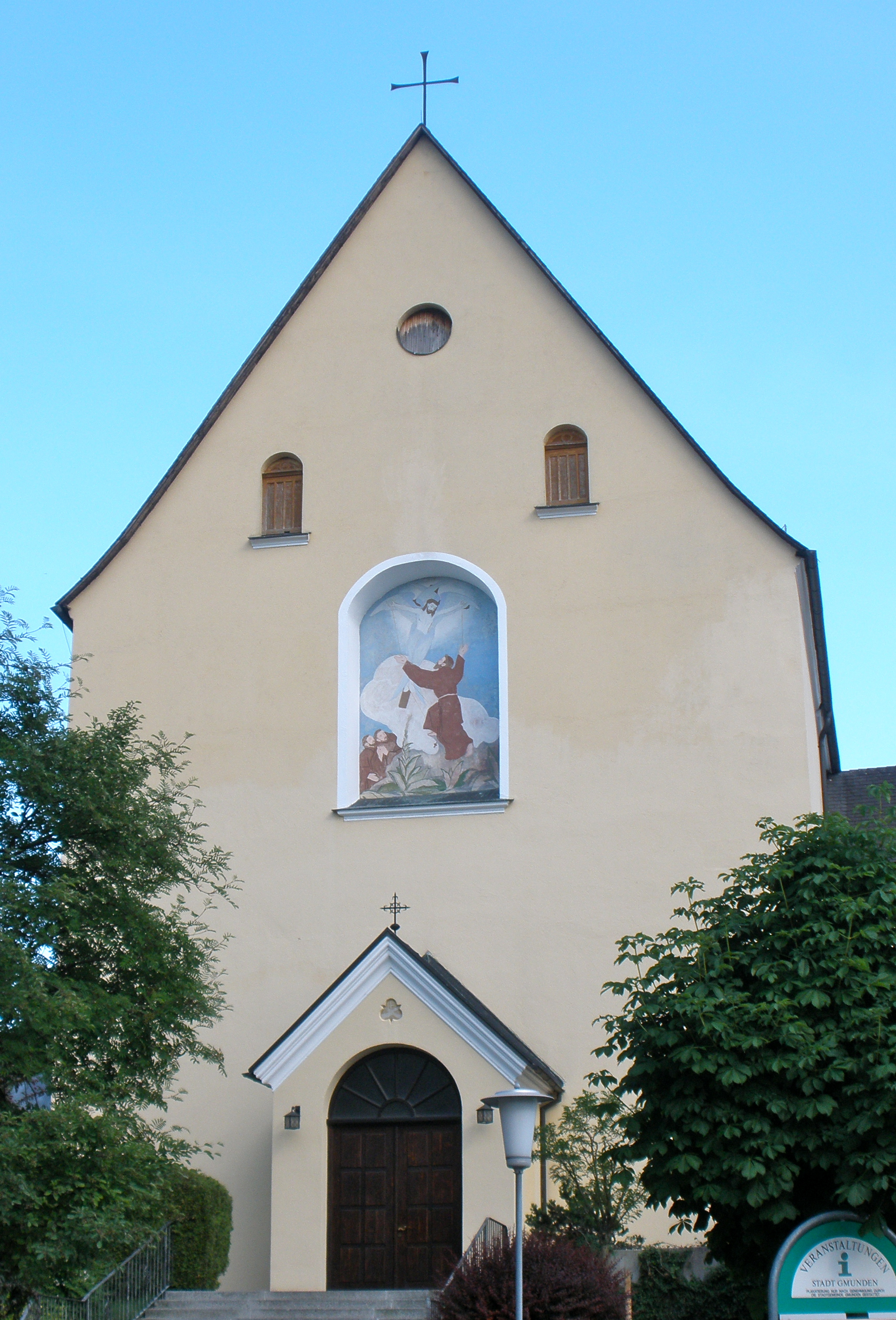
Kapuzinerkirche in Gmunden (Ortsteil Traundorf)

Die Kapuzinerkirche Gmunden steht in der oberösterreichischen Stadtgemeinde Gmunden im Bezirk Gmunden. Die Kirche wurde in den Jahren von 1636 bis 1638 errichtet. Seit Auflassung des Klosters im Jahr 2007 ist der Sakralbau eine Filialkirche zur römisch-katholischen Pfarrkirche Gmunden im Dekanat Gmunden der Diözese Linz. Die Kapuzinerkirche ist dem Patrozinium der Heimsuchung Mariens unterstellt. Die Kirche und die ehemalige Klosteranlage stehen unter Denkmalschutz.

## Geschichte
Kaiser Ferdinand II. setzte sich persönlich für die Ansiedlung des Ordens der Kapuziner in Gmunden ein. Im Jahr 1635 trafen die ersten Kapuziner in der Stadt ein. Die Grundsteinlegung von Kloster und Kirche im Gmundner Ortsteil Traundorf geschah am 5. Oktober 1636 durch den Abt von Garsten, Anton Spindler. Die Fertigstellung erfolgte 1638 (Kirche) bzw. 1639 (Kloster), die Kirche wurde jedoch erst am 25. November 1645 geweiht. Der Erzbischof von Prag, Ernst Adalbert Kardinal von Harrach, nahm die Konsekration vor. In den 1640er Jahren lebten im Gmundner Konvent rund 40 Ordensbrüder, die in der Stadt und im Umland Predigten und öffentliche Volksandachten hielten. Durch Berichte aus den Jahren 1686, 1712 und 1751 ist überliefert, dass trotzdem im Salzkammergut der Geheimprotestantismus anzutreffen war. Ab 1688 kam es zu einer Vergrößerung des Klosters.
In der Zeit des Zweiten Weltkriegs musste das Kloster auf Anordnung des NS-Staates geräumt werden, die Kirche blieb der Seelsorge erhalten. Ab 1945 wurde das Kloster wieder besiedelt. Die Altarbilder von Philipp Haller befinden sich seit 1958 wieder in der Kirche. Innenrenovierungen erfolgten 1964–1967 und 1984, eine Außenrenovierung im Jahr 1978. Seit 1977 war Gmunden Standort der Provinzbibliothek der damaligen Wiener Kapuzinerprovinz. Der Bücherbestand setzte sich aus Schenkungen, Erbschaften und den Beständen aufgehobener Niederlassungen der Provinz (insbesondere Wels, Freistadt, Steyr, Linz) zusammen. Im Jahr 2007 wurde das Kloster aufgehoben. Im gleichen Jahr erfolgte die Auflösung des Provinzialats in Wien. Mittlerweile gibt es für das ganze Bundesgebiet nur mehr die Kapuzinerprovinz Österreich-Südtirol mit Sitz in Innsbruck. Ein Teil des Bücherbestandes (Drucke des 15. und 16. Jahrhunderts) wurden in die Provinzbibliothek nach Innsbruck gebracht, der übrige Bestand ging als Dauerleihgabe an die Katholische Privatuniversität Linz (KTU Linz).
Die Gmundner Liegenschaft ist weiterhin im Eigentum des Kapuzinerordens, die Kapuzinerkirche wird als Filialkirche zur Stadtpfarrkirche geführt. Das Klostergelände hat die Stadtgemeinde langfristig gepachtet. Im ehemaligen Kloster befinden sich jetzt unter anderem ein Generationenzentrum und die Stadtbibliothek. Im Gebäudekomplex und in der weiträumigen Gartenanlage werden auch Kulturveranstaltungen und Hochzeiten durchgeführt, ein (standesamtlicher) Trauungsraum für rund 25 Personen steht zur Verfügung.

## Architektur
Die Kapuzinerkirche Gmunden wurde ab 1636 von Marx Martin Spaz aus Linz errichtet. Die Kirche ist einschiffig mit einem dreijochigem Langhaus. Das eingezogene dreijochige Chor hat einen geraden Abschluss. Langhaus und Chor sind mit Kreuzgewölben ausgestattet.

## Ausstattung
Die Kircheneinrichtung ist in der Art der Neuromanik aus der Zeit von 1872 bis 1875. Die Kirche verfügt über Ölbilder aus dem 18. Jahrhundert, deren Stil ist italienisch beeinflusst. Die Motive Mariä Heimsuchung (Hochaltarbild von 1753), hl. Fidelis und hl. Josef von Leonessa sind mit P.H. monogrammiert und werden dem Barockmaler Philipp Haller zugeschrieben. Haller war ein Schüler von Paul Troger. Die Orgel wurde 1874 von Anton Hanel aus Linz-Urfahr erbaut.

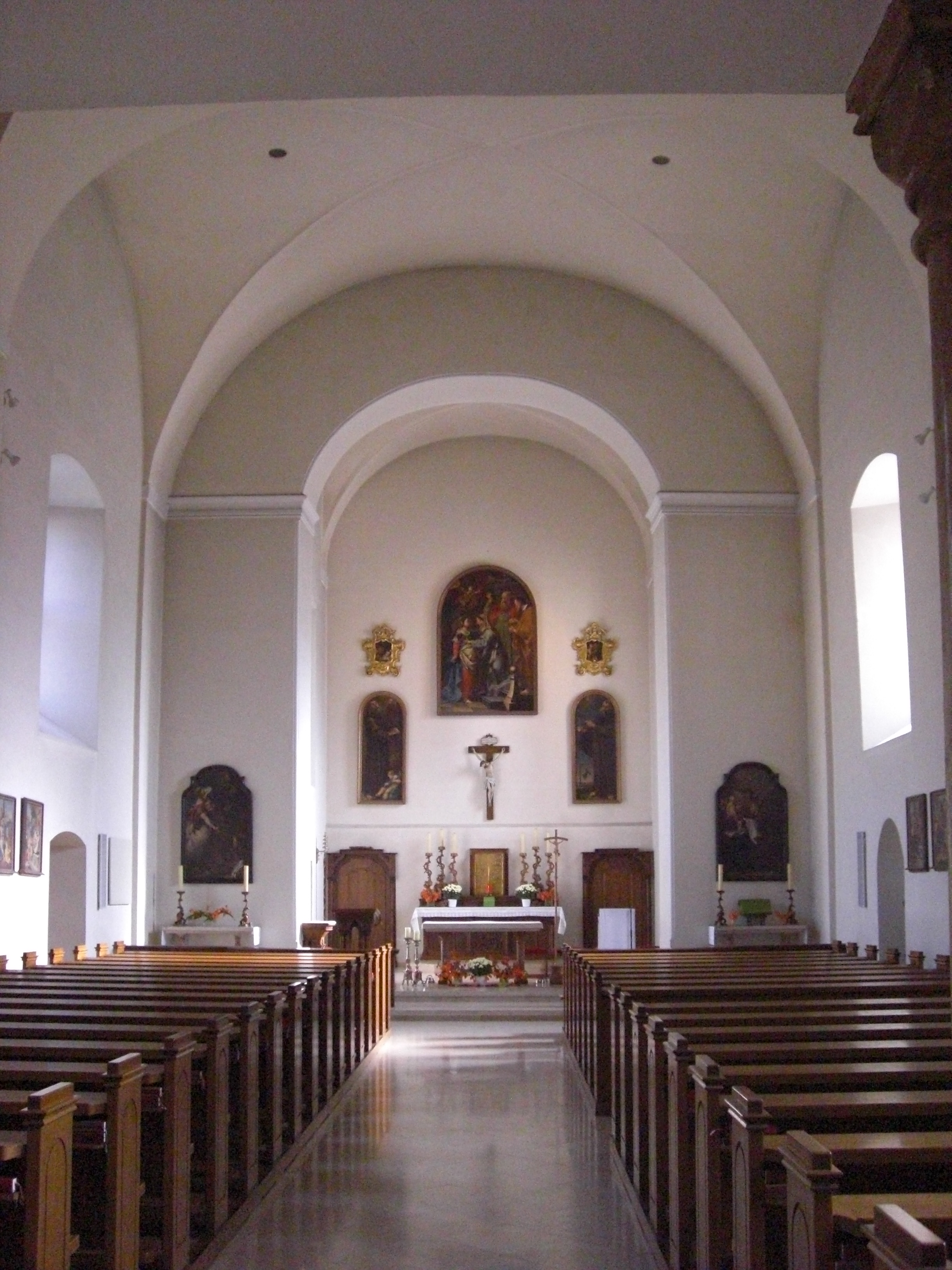
Innenraum der Kapuzinerkirche
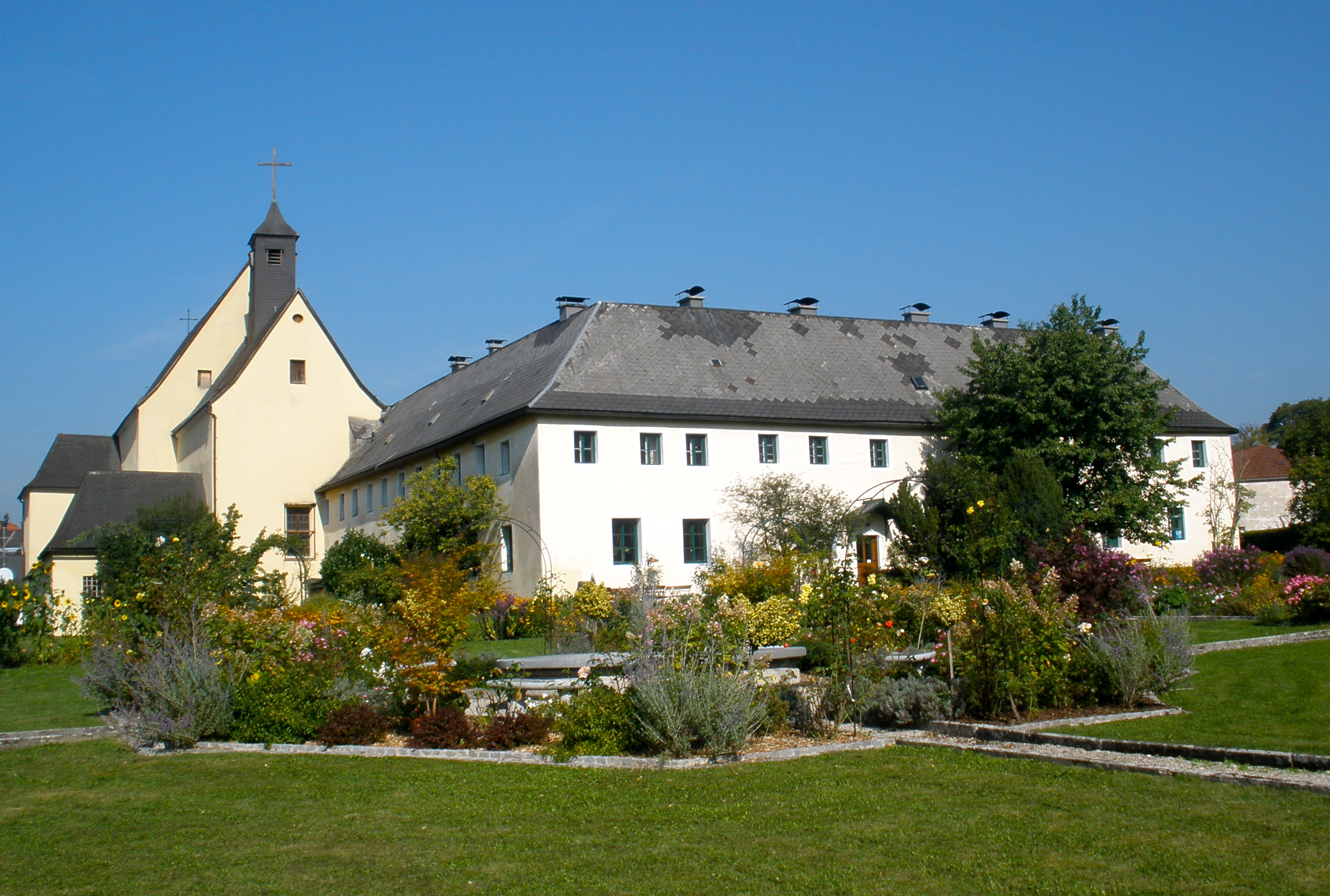
Ehemaliges Kloster und Gartenanlage
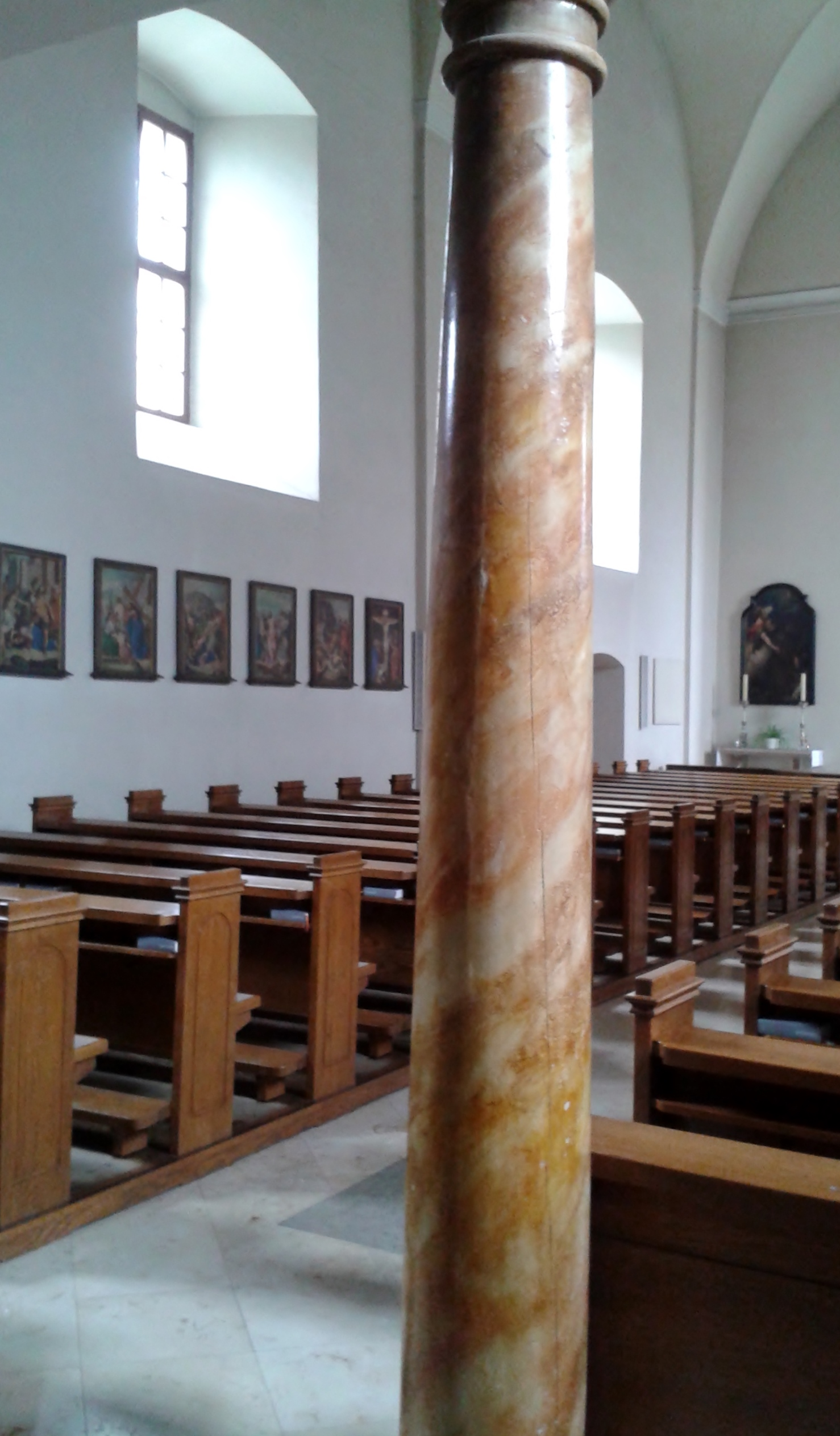
Kreuzwegstationen